# Прага BH-39
Прага БХ-39 (војна ознака Е-39 ) је био чехословачки једномоторни школски двокрилац пројектаната Павела Бенеша и Мирослава Хајна, произвођача Ческоморавска Колбен-Данек ас, у одељењу авиона Прага у фабрици ЧКД у Карлину . Био је то први и комерцијално најуспешнији авион фабрике Прага, који је постао најраспрострањенији војни авион за обуку у предратној Чехословачкој .

## Пројектовање и развој
Године 1930. у ЧКД (Ческоморавска-Колбен-Данек) основано је одељење за авионе Прага под вођством инж. Павела Бенеш и инж. Мирослава Хајн, који су прешли из фабрике Авиа (Авиа, Милош Бонди и спол, фабрика авиона, Праг - Холешовице ) заједно са још неколико пројектаната (укључујући инж. Зденека Рублич), предрадника и радника у производњи. Фабрика Авиа је 1929. године ушла у састав концерна Шкода (Авиа, акционарско друштво за ваздухопловну индустрију, Чаковице ) са мало измењеним именом, а тиме нису сви били одушевљени. Први пројекти тандема Бенеш-Хајн на новој локацији били су тренажни авион BH-39 за основну обуку  и BH-41 за прелазну обуку.
Овај авион је заснован на оригиналном пројекту Бенеша и Хајна, који је још био у Авији, типа Авија BH-29 (са седмоцилиндричним мотором Walter NZ-85 ). Први прототип авиона, под ознаком BH-39.1, полетео је са фабричког аеродрома у јуну 1931. године, којим је пилотирао фабрички пилот Карл Фрич (екс. Авиа ), а потом је прошао војна летачка испитивања у Војнотехничком ваздухопловном заводу (ВТЛУ). ) од 27. августа 1931, где је добио ознаку Е.39.1. Године 1932. завршен је други прототип Е.39.2, на коме су направљене неке измене. Оба прототипа дужине 7 m и масе од 554 kg покретали су мотори од 88 kW (120 KS ) Walter NZ-120 радијалних девет цилиндра. Испитивања су продужена до јануара 1934. због откањања недостатака у уздужној стабилности и облику кормила .
У децембру 1933. Министарство народне одбране (МНО) дало је налог  за производњу 21 серијски авион не фабрици Прага, већ фабрици војних авиона Летов, јер је постојао некакав „споразум“ (услов од МНО) да би се део серијске производње авиона Прага одвија у фабрици Летов. У Летову је изграђено само 8 авиона Е-39NZ. Тада је Летов, због недостатка капацитета (попуњен припремом производње авиона Ш-328 ), производњу пребацио назад у фабрику Прага, а преосталих 13 авиона произведено је у фабрици Прага, али са снажнијим и новијим мотором Walter Марс . Тип је добио ознаку Е-39М. Године 1935-6, направљено је још 85 авиона у верзијама Е-39М и Е-39G ( Walter Гема ) по наруџбини МНО-а. У верзији Е-39М произведено је још 10 авиона по налогу Министарства јавних радова (МВП). Сви Walter мотори (NZ-120, Марс I и Гема) били су истог „модела“. Ово је био постепено унапређиван основни тип NZ-120 (1927-31), праћен мотором Марс I (1929-32) и последњим у низу модификација, Гемма (1933-39).
За спортске акробације, МВП је наручио још 10 авиона са увезеним британским седмоцилиндричним Армстронг Сидделеи Генет Мајор ИА (тип Е-39Г) радијалним моторима .
У фабрици  Прага (Хајн је напустио Прагу 1932, а Бенеш почетком 1935 ) припремали су  већ 1936. године под надзором  инжењера Јарослава Шлехта, модернизовани, тренажни, акробатски авион Е-139  са инвертованим шестоцилиндричним редним Walter Минор 6 или Прага 6Р моторима идентичне снаге 88 kW/120 KS, али је ова машина остала само у пројекту. Године 1937. настао је пројекат двоседа школског двокрилца за основну обуку, означеног као Е-40, са обрнутим четвороцилиндричним редним моторима Walter Минор 4 или Прага ЕР. Ова јефтинија и једноставнија верзија (у поређењу са Е-39) настала је на основу договора између МВП и МНО и била је намењена да замени авионе Прага Е-39 које је користила војска, а истекао им је век трајања. Изграђена су само 3 прототипа.
Године 1937. авион Е- 39G је био део изложбе у Прагу на III. на националном аеромитингу у Прагу на изложбеном простору заједно са авионима Е-40, Е-45, Е-114, Е-115, Е-210, Е-214 и Е-241 . Произведено је укупно 139 авиона, од којих је 108 наручио МНО. Последњи Е.39 за чехословачко ваздухопловство испоручен је 1939. године. Последњих 10 авиона Е.39G наручила је Словачка Република .

## Опис авиона
BH-39 је био  двокрилац мешовите конструкције, са дрвенoм конструкцијом крила која је била пресвучена платном . Крила су била благо степенаста и нагнута у облику слова V. Ојачање система носача је обављено са обе стране по два пара N-упорница (првобитно два реда дуплих I-стубова на свакој страни) и затезне жице. Горње крило, мањег размаха од доњег крила, било је  изнад трупа причвршћена пирамидом, типичном за Бенеш-Хајн дизајн. Ширина оба крила била је иста. Предња ивица крила била је обложена шперплочом . Елерони су били само на доњем крилу, које је било причвршћено за доње носаче трупа.
Труп, квадратног попречног пресека са заобљеним бочним зидовима и лучним доњим и горњим делом, био је направљен од заварених  челичних цеви и обложен платном. Унутар трупа, скелет је био дијагонално ојачан жицама. Предњи део (код мотора) је обложен алуминијумским лимом ( дурал ). Стајни трап је већ био опремљен уљно-пнеуматским амортизерима . Отворени кокпит са дуплим командама за ученика (предњи) и пилот (позади) били су у тандемском распореду један иза другог. Простор за посаду је био распоређен тако да су два пилота била смештена иза пирамиде, тако да није било препрека при уласку и изласку, као ни при скоку падобраном са оба седишта. У горњем лучном делу трупа, одмах иза пилота, налазио се пртљажни простор, који је био опремљен посебним поклопцем који се лако скида.
Хоризонтални стабилизатор  је био од дрвета и фурнира. Висинско кормило се састојало од два одвојена дела, заварених челичних цеви и обложена платном. Кормило је такође било од заварених челичних цеви. Стајни трап авиона са великим размаком точкова (2,08 м) без континуалне осовине имао је обе ноге од челичних, савијених цеви. Носач је имао облик тростране пирамиде, чији је један „троугао“ био окачен на труп, а касније за спиралне опруге .
Носач мотора је био од заварених  челичних цеви са трупом је чинио јединствену целину. Иза мотора налазио  (противпожарни зид), па  резервоари за уље (14,5 l) и гориво . Преливни резервоар за бензин био је подељен преградом, која је тако "одвојила" главни (105 l) и резервни (30 l) резервоар. Мотор је покретао двокраки,  дрвени пропелер фиксног корака. На неким машинама овај пропелер је био делимично окован. Осим мањих модификација међукрилних подупирача (уместо два вертикална подупирача у облику слова N), замене угљеничних челика хром-молибденским, промена на инструмент табли и типу точкова стајног трапа, авион није битније промењен.
Основна верзија BH-39 са мотором Walter NZ-120 има оптерећење од 6,88 kg/k и потрошњу горива при брзини крстарења од 33-35 l/h. Овај авион се попео на 1000 m за 7 минута.

## Коришћење
Двокрилци су се производили до 1939 . Произведено је 139 авиона Е-39 у свим верзијама  8 у Летову и 131 у ЧКД Прага, од чега 108 за МНО. Последња серија од десет комада је произведена у Протекторату Чешке и Моравске и била је намењена словачком ратном ваздухопловству. Авиони чехословачког ратног ваздухопловства били су укључени у ескадриле за обуку свих ваздухопловних пукова и такође у ВЛУ (Војну ваздухопловну академију). Авион је коришћен за основну и пилотску обуку, за обуку у навигацији или за тренажне летове. Такође је често служио као курирски авион.
Како су машине стариле, војска је постепено премештала авионе у Аероклуб РЧс. и њене подружнице, где су добијали цивилну ознаку. Неколико авиона је такође добила Масарикова ваздухопловна лига. Тако је од јесени 1937. године 19 авиона Е-39NZ, 38 авиона Е-39G укљ. 10 авиона Е-39AG имало цивилне регистрације.
Ваздушне несреће су забележене и  са авионима Е-39. Дана 17. маја 1937. године, војни авион Е-39 којим је управљао наредник Јан Зоухар је ударио у крст на торњу цркве  (манастирска црква у Нитри) и одломио део торња. Иако је авион изгубио половину крила, Ј. Зоухар је успео да слети на аеродром у Нитри. Само  две недеље касније (29. маја 1937.), пилот Андрович није успео да приземљи војни авион Е-39.65 на аеродром у Нитри, а авион се преврнуо за 180 °степени на "леђа". Један авион Е-39.42 из састава 112. ескадриле ваздухопловног пука 5 срушио се 9. октобра 1938. на аеродрому Вишков непосредно пре слетања.
Последња серија од десет Е-39G произведених 1939. године испоручена је независној словачкој држави тек у пролеће 1942. године. Међутим, након распада Чехословачке, у Словачкој су остала 34 армијска авиона Прага Е-39 (у тренажним ескадрилама Вајнора, Нитра и Пиештани ) и 5 цивилних авиона. У време СНП -а (Словачки национални устанак), устаници су користили авионе за извиђање, везу и летове за снабдевање. Најмање три авиона користиле су Словачко устаничко ваздухопловство током СНП-а и Комбинована ескадрила са аеродрома Три Дуби (данас аеродром Слиач). Два су носила на трупу ознаке словачког ратног ваздухопловства са бројевима С-26  и С-49 (пилот Владимир Драб, пилот 1. чехословачког самосталног ловачког ваздухопловног пука, пилот ЧСА после Другог светског рата ).
У периоду 1938-1939. за авионе за везу и курирске летове рачунало се на авионе у власништву МНО, али и из аеро клубова. Према попису ваздухопловног материјала од 5. новембра 1938. године, чехословачко ваздухопловство је у свом наоружању имало 125 авиона. После 15. марта 1939. године, већину ових авина преузела је Луфтвафе и користила за сопствену обуку као школске и тренажне авионе. Неколико Е-39 је Луфтвафе оставила својим савезницима, мађарском ратном ваздухопловству .
После рата, једна пловидбена машина под ознаком типа Ц-19 коришћена је за вучу једрилица на аеродрому аероклуба у Кралупи над Влтавоу ( регистрација ОК-СМА). Ваздухоплов број 64 уклоњен је из регистра ваздухопловства тек 24. јануара 1951 .

## Варијанте
- Е-39NZ (Е.39N) - са деветоцилиндричним мотором Walter NZ-120 (1927), 2 прототипа је произвела фабрика Прага и 8 серијских авиона је произвела фабрика Летов
- Е-39M - са деветоцилиндричним мотором Walter Mars (1929), 13 авиона из 1. серије од 21 машине (Е-39NZ и Е-39М), неколико је произведено и 1935-6.
- Е-39G - са деветоцилиндричним мотором Walter Gemma (1932),  верзијом авиона која је произведена у највећем броју примерака
- Е-39AG - са мотором  Armstrong Siddeley Genet Major IA од 110 kW/150 KS, 10 авиона (1937)

## Корисници
- Чехословачка
- Мађарска
- Нацистичка Немачка
- Словачка

## Спецификације
Подаци за авионе серије Е-39 
| Тип                               | Е-39NZ           | Е-39M            | Е-39G            | Е-39AG           |
| --------------------------------- | ---------------- | ---------------- | ---------------- | ---------------- |
| Година увођења                    | 1931. године     | 1934. године     | 1934. године     | 1937. године     |
| Посада                            | 2                | 2                | 2                | 2                |
| распон (m)                        | 10.00            | 10.00            | 10.00            | 10.00            |
| Дужина (m)                        | 6.88             | 7.49             | 7.49             | 7.00             |
| Висина (m)                        | 2.54             | 2.75             | 2.75             | 2.62             |
| Носивост (m 2 )                   | 23.70            | 23.70            | 23.70            | 23.70            |
| Површинско оптерећење (kg/m 2 )   | 35.0             | 36.9             | 37.0             | 36.5             |
| Тежина празног авиона (kg)        | 562              | 610              | 612              | 585              |
| Тежина при полетању (kg)          | 825              | 875              | 877              | 865              |
| Врста мотора                      | Walter NZ-120    | Walter Mars      | Walter Gemma     | АС Genet Major   |
| максимална снага покретања мотора | 99 kW/130 KS     | 114 kW/155 KS    | 125 kW/170 KS    | 121 kW/165 kS    |
| име називна снага мотора          | 88 kW/120 KS     | 106 kW/145 KS    | 110 kW/150 KS    | 110 kW/150 KS    |
| Пропелер                          | двокраки, дрвени | двокраки, дрвени | двокраки, дрвени | двокраки, дрвени |

### Перформансе
| Тип                      | Е.39NZ          | Е.39M         | Е.39G         | Е.39AG          |
| ------------------------ | --------------- | ------------- | ------------- | --------------- |
| Максимална брзина (km/h) | 160             | 160           | 162           | 175             |
| Брзина путовања (km/h)   | 140             | 136           | 136           | 145             |
| Брзина слетања (km/h)    | 65              | 65            | 65            | 65              |
| Плафон (m)               | 4000            | 3700          | 3700          | 4500            |
| брзина пењања            | 37,5' на 3000 m | 28' на 3000 m | 28' на 3000 m | 26,3' на 3000 m |
| Долет (km)               | 450             | 450           | 450           | 450             |
| Издржљивост (h)          | 4.5             | 4.5           | 4.5           | 4.3             |